# Milano-Torino 1954
La Milano-Torino 1954, quarantesima edizione della corsa, si svolse il 14 marzo 1954 su un percorso di 219 km. La vittoria fu appannaggio dell'italiano Agostino Coletto, che completò il percorso in 5h48'00", precedendo i connazionali Fiorenzo Magni e Luciano Maggini.
I corridori che presero il via da Milano furono 104, mentre coloro che tagliarono il traguardo di Torino furono 38.

## Ordine d'arrivo (Top 10)
| Pos. | Corridore        | Squadra     | Tempo    |
| ---- | ---------------- | ----------- | -------- |
| 1    | Agostino Coletto | Fréjus      | 5h48'00" |
| 2    | Fiorenzo Magni   | Nivea-Fuchs | a 1'30"  |
| 3    | Luciano Maggini  | Atala       | s.t.     |
| 4    | Giorgio Albani   | Legnano     | s.t.     |
| 5    | Giancarlo Astrua | Atala       | s.t.     |
| 6    | Guido Messina    | Fréjus      | s.t.     |
| 7    | Bruno Landi      | Fiorelli    | s.t.     |
| 8    | Mario Piazzon    | Guerra      | a 4'00"  |
| 9    | Gianni Ghidini   | Girardengo  | a 5'16"  |
| 10   | Ivo Pugi         | Guerra      | a 6'50"  |